# بروتوكول مونتريال
برتوكول مونتريال بشأن المواد التي تستنفد طبقة الأوزون (بالإنجليزية: Montreal Protocol)‏، هي معاهدة دولية تهدف لحماية طبقة الأوزون من خلال التخلص التدريجي من إنتاج عدد من المواد التي يعتقد أنها مسؤولة عن نضوب طبقة الأوزون. وكانت المعاهدة قد وضعت للتوقيع في 16 سبتمبر 1987، ودخلت حيز التنفيذ في 1 يناير 1989، تلتها الجلسة الأولى في هلسنكي، في مايو 1989. ومنذ ذلك الحين، مرت بسبع تنقيحات، في عام 1999 (لبنان)، 1991 (إيطاليا)، 1992 (كوبنهاغن)، 1993 (بانكوك)، 1995 (فيينا)، 1997 (مونتريال)، و 1999 (بكين). ومن المعتقد أنه إذا التزم بتطبيق الاتفاقية، فإن طبقة الأوزون ستتعافى بحلول عام 2050. نظرا لاعتمادها وتنفيذها على نطاق واسع، فقد أشيد بها كمثال استثنائي للتعاون الدولي، حيث قال كوفي أنان: «ربما تكون اتفاقية مونتريال واحدة من أنجح الاتفاقيات الدولية حتى الآن».
أصبحت اتفاقية فيينا لحماية طبقة الأوزون وبروتوكول مونتريال في 16 سبتمبر 2009، أول معاهدتين في تاريخ الأمم المتحدة يتم تصديقهما من جميع الدول الأعضاء في الأمم المتحدة.

## شروط وأهداف هذه المعاهدة
تدور المعاهدة حول عدة مجموعات من الهيدروكربونات المهلجنة التي ثبت أنها تلعب دورا في استنفاد طبقة الأوزون. كل هذه المواد المستنفدة لطبقة الأوزون تحتوي إما على الكلور والبروم (المواد الحاوية على الفلور فقط لا تضر طبقة الأوزون). ويمكنك الاطلاع على جدول بالمواد المستنفدة لطبقة الأوزون في .
نصت المعاهدة على جدول زمني لإيقاف تدريجي لإنتاج كل مجموعة من المواد والقضاء عليها في نهاية المطاف.

### مركبات الكلوروفلوروكربون خطة إدارة التخلص التدريجي
الغرض المعلن من المعاهدة هو أن الدول الموقعة:
:«... تقر بأن الانبعاثات في جميع أنحاء العالم لبعض هذه المواد يمكن أن تستنزف بشكل كبير وتعدل في طبقة الأوزون على نحو يترتب عليه آثار سلبية على صحة الإنسان والبيئة...مصممة لحماية طبقة الأوزون عن طريق اتخاذ تدابير وقائية للسيطرة على إجمالي الانبعاثات العالمية من المواد التي تستنفدها، مع الهدف النهائي المتمثل في القضاء عليها، على أساس التطورات في المعرفة العلمية... مع الاعتراف ببنود خاصة لتلبية احتياجات البلدان النامية...»
ستقبل بسلسلة من القيود التدريجية على استخدام وإنتاج مركبات الكلوروفلوروكربون، بما في ذلك:
من 1991 م حتى 1992 م، لا تتجاوز مستويات الاستهلاك والإنتاج من المواد الخاضعة للرقابة في المجموعة الأولى من المرفق أ، 150 في المئة من المستويات المحسوبة للإنتاج واستهلاك هذه المواد في عام 1986؛
وبدءًا من 1994 م لن يتجاوز سنويا المستوى المحسوب لاستهلاك وإنتاج المواد الخاضعة للرقابة في المجموعة الأولى من المرفق أ، خمس وعشرون في المئة من المستوى المحسوب لاستهلاك والإنتاج في عام 1986.
وبدءًا من 1996 م لن يتجاوز المستوى المحسوب لاستهلاك وإنتاج المواد الخاضعة للرقابة في المجموعة الأولى من المرفق أ، الصفر.
هناك تخلص تدريجي أبطأ إلى الصفر بحلول 2010 م من مواد أخرى (الهالونات 1211، 1301، 2402 ؛ ومركبات الكلوروفلوروكربونات 13، 111، 112، إلخ)، والانتباه الخاص إلى بعض المواد الكيميائية (رابع كلوريد الكربون؛ 1,1,1 - ثلاثي كلوريد الإيثان). ولم يبدأ التخلص التدريجي من مركبات الكربون الهيدروكلورية فلورية الأقل نشاطا إلا في عام 1996 م وسيستمر لحين التخلص التام منها في 2030 م.

### مركبات الكربون الهيدروكلورية فلورية خطة إدارة التخلص التدريجي (HPMP)
بموجب بروتوكول مونتريال بشأن المواد التي تستنفد طبقة الأوزون، وبخاصة اللجنة التنفيذية (ExCom 37/53) و (ExCom 54/39)، وهي أطراف في هذا البرتوكول وافقت على تحديد عام 2013 م كوقت لتجميد استهلاك وإنتاج مركبات هيدروكلوروفلوروكربون. واتفقتا أيضا على البدء في خفض الاستهلاك والإنتاج في عام 2015. وعرف وقت تجميد وخفض مركبات الكربون الهيدروكلورية فلورية بـ (2013/2015).
هذه المركبات هي مركبات انتقالية تحل محل الكلوروفلوروكربون، والمستخدمة كمواد للتبريد، وكمذيبات، ووسائط نفخ لتصنيع اللدائن الرغوية، ومطافئ الحرائق. وبمقارنة احتمالية استفاد طبقة الأوزون (ODP :Ozone depletion potential) لمركبات الكلوروفلوروكربون تكون ODP 0,6 -1,0، بينما تكون ODP 0,01 – 0,5 لمركبات الهيدروكلوروفلوروكربون. في حين أن احتمالية الاحترار العالمي (GWP : Global Warming Potential)، لمركبات الكلوروفلوروكربون GWP 4,68 – 10,72 بينما هي لمركبات الهيدروكلوروفلوروكربون أقل GWP 76 - 2,27.
وهناك استثناءات قليلة ل«الاستخدامات الأساسية»، التي لم يعثر لها على بدائل مقبولة (على سبيل المثال، في أجهزة الاستنشاق بالجرعات المقننة، والمستخدمة لعلاج الربو وغيرها من المشاكل في الجهاز تنفسي|الجهاز التنفسي]])، أو في أنظمة إخماد الحرائق الهالونية المستخدمة في الطائرات والغواصات (ولكن ليس في الصناعة على وجه عام).
المواد المدرجة في المجموعة الأولى من المرفق أ:
- CFCl3 (ثلاثي كلورو فلورو الميثان)
- CF2Cl2 (ثنائي كلورو ثنائي فلورو الميثان)
- C2F3Cl3 (CFC-113)
- C2F4Cl2(2،1-ثنائي كلورو رباعي فلورو الإيثان)
- C2F5Cl (كلورو خماسي فلورو الإيثان)

تشمل نصوص البروتوكول شرطا ينص على أن الأطراف في البروتوكول تعتمد في اتخاذ قراراتها المستقبلية على المعلومات العلمية والبيئية والتقنية والاقتصادية التي يتم تقييمها من خلال لوحات مستمدة من لجان الخبراء في جميع أنحاء العالم. إن توفير مدخلات لعملية صنع القرار، والتقدم في فهم هذه المواضيع المقررة في عام 1989 و 1991 و 1994 و 1998 و 2002 في سلسلة من التقارير عنوانها التقييم العلمي لاستنفاد الأوزون.
صدرت تقارير عدة عن مختلف المنظمات الحكومية وغير الحكومية لتقديم بدائل للمواد المستنفدة لطبقة الأوزون، وهي المواد المستخدمة في مختلف القطاعات الإنتاجية، كما في التبريد، والزراعة، وإنتاج الطاقة، والقياسات المخبرية.
تدور المعاهدة[2] حول عدة مجموعات من الهيدروكربونات المهلجنة التي ثبت أنها تلعب دورا في استنفاد طبقة الأوزون. كل هذه المواد المستنفدة لطبقة الأوزون تحتوي إما على الكلور والبروم (المواد الحاوية على الفلور فقط لا تضر طبقة الأوزون). ويمكنك الاطلاع على جدول بالمواد المستنفدة لطبقة الأوزون في [1].
نصت المعاهدة على جدول زمني لإيقاف تدريجي لإنتاج كل مجموعة من المواد والقضاء عليها في نهاية المطاف.
مركبات الكلوروفلوروكربون خطة إدارة التخلص التدريجي
الغرض المعلن من المعاهدة هو أن الدول الموقعة:
«... تقر بأن الانبعاثات في جميع أنحاء العالم لبعض هذه المواد يمكن أن تستنزف بشكل كبير وتعدل في طبقة الأوزون على نحو يترتب عليه آثار سلبية على صحة الإنسان والبيئة...مصممة لحماية طبقة الأوزون عن طريق اتخاذ تدابير وقائية للسيطرة على إجمالي الانبعاثات العالمية من المواد التي تستنفدها، مع الهدف النهائي المتمثل في القضاء عليها، على أساس التطورات في المعرفة العلمية... مع الاعتراف ببنود خاصة لتلبية احتياجات البلدان النامية...»
ستقبل بسلسلة من القيود التدريجية على استخدام وإنتاج مركبات الكلوروفلوروكربون، بما في ذلك:
من 1991 م حتى 1992 م، لا تتجاوز مستويات الاستهلاك والإنتاج من المواد الخاضعة للرقابة في المجموعة الأولى من المرفق أ، 150 في المئة من المستويات المحسوبة للإنتاج واستهلاك هذه المواد في عام 1986؛
وبدءًا من 1994 م لن يتجاوز سنويا المستوى المحسوب لاستهلاك وإنتاج المواد الخاضعة للرقابة في المجموعة الأولى من المرفق أ، خمس وعشرون في المئة من المستوى المحسوب لاستهلاك والإنتاج في عام 1986.
وبدءًا من 1996 م لن يتجاوز المستوى المحسوب لاستهلاك وإنتاج المواد الخاضعة للرقابة في المجموعة الأولى من المرفق أ، الصفر.
هناك تخلص تدريجي أبطأ إلى الصفر بحلول 2010 م من مواد أخرى (الهالونات 1211، 1301، 2402 ؛ ومركبات الكلوروفلوروكربونات 13، 111، 112، إلخ)، والانتباه الخاص إلى بعض المواد الكيميائية (رابع كلوريد الكربون؛ 1,1,1 - ثلاثي كلوريد الإيثان). ولم يبدأ التخلص التدريجي من مركبات الكربون الهيدروكلورية فلورية الأقل نشاطا إلا في عام 1996 م وسيستمر لحين التخلص التام منها في 2030 م